# Yo Goto
Yo Goto (Japans: 後藤 洋, Gotō Yō) (Prefectuur Akita, 1958) is een Japans componist, muziekpedagoog en muziekcriticus.

## Levensloop
Goto studeerde aan de Yamagata University (Department of Music, Faculty of Education) in Yamagata, Japan. Zijn studies voltooide hij aan het Tokyo College of Music in het vak compositie bij Shin’ichiro Ikebe en Shigenari Kaneda. 
Hij componeerde en arrangeerde veel school- en pedagogische werken. Verder werkt hij als muziekcriticus. Zijn composities zijn bekend in Japan, de Verenigde Staten van Amerika en Europa. Hij is een veelgevraagd en bekend docent voor workshops en Band-Clinics bij muziekwetenschappelijke, dirigenten- en internationale federaties op het terrein van de blaasmuziek. In het bijzonder is zijn pedagogische vakbekwaamheid voortdurend lofwaardig. Zijn composities zijn verschillende malen als verplicht werk voor de nationale concoursen voor harmonieorkesten genomineerd geweest. 
Hij is bestuurslid van de Japan Academic Society of Wind Music in Japan en adviseur voor het Japan Band Clinic Committee.

## Composities

### Werken voor harmonieorkest
- 1975 Impromptu (verplicht werk tijdens de "All Japan Band Competition" 1976)
- 1982 Quadrille for Band (verplicht werk tijdens de "All Japan Band Competition" 1983)
- 1989 Clalitas, A Movement for Symphonic Band
- 1991 A Poetry of Breeze
- 1998 Lux Aeterna
- 1999 A Spring Breeze Passes through a Plain
- 2002 A Festival Suite
  1. Parade
  2. Ceremony
  3. Fiesta
- 2004 Dancing in Air for Concert Band
- 2005 Lachrymae
- 2008 Fantasma Lunare, A Fantasy for Symphonic Band on Beethoven's Piano Sonata op.27-2
- 2008 The Vein of Water, A Tribute to the Everglades
  1. Dawn
  2. Riverhead
  3. Torrent
  4. Naturalism
  5. Wildlife
  6. Tribute to the Everglades
- 2009 Fetes Lointains
- 2010 Songs for Wind Ensemble (won in 2011 de ABA Ostwaldprijs)
- A Prelude to the Shining Day
- WINGS

### Kamermuziek
- Breeze Sportif 1 voor 3 fluiten en slagwerk (1-vibrafoon/xylofoon, 2-marimba, 3-marimba/ 2 triangles, 4-(4) Suspended Cymbals /Snare Drum/Klokkenspeel)

### Werken voor percussie (slagwerk)
- 2005 A Rainy Perspective (solo vibraphon)
- Aggression for Six Snare Drums (percussion ensemble 6)
- Airs for Solo Timpani (solo timpani)